# Ishin no Tō
Die Ishin no Tō (jap. 維新の党, „Partei der Erneuerung/Restauration“ – siehe Meiji-Restauration für die sprachlich an sich widersprüchliche Doppelbedeutung von ishin als „Erneuerung/Innovation“ und „Wiederherstellung/Restauration“; engl. Japan Innovation Party) war eine politische Partei in Japan.
Sie entstand im September 2014 durch den Zusammenschluss der Nippon Ishin no Kai von Tōru Hashimoto nach der Abspaltung der Jisedai no Tō von Shintarō Ishihara mit der einige Monate zuvor von der Minna no Tō von Yoshimi Watanabe abgespaltenen Yui no Tō von Kenji Eda. Beide Vorgängerparteien hatten bereits seit einiger Zeit Gemeinschaftsfraktionen in beiden Kammern des Nationalparlaments und in Präfektur- und Gemeindeparlamenten begründet. Mit zusammen 53 Abgeordneten im Nationalparlament – 42 im Abgeordnetenhaus und elf im Senat – war die Ishin no Tō bei Gründung die drittstärkste Partei und die zweitgrößte Oppositionspartei. Zu den bei Gründung erklärten Zielen der Partei gehören unter anderem eine Verfassungsänderung, ein Atomausstieg, weniger Regulierung und Bürokratie, und Reformen der Präfekturen und Gemeinden zur Dezentralisierung (dōshūsei) und Verschlankung der Verwaltung (Ōsaka-to-Plan); allerdings wurde die Formulierung konkreter Forderungen in einigen Bereichen vertagt, etwa bei einem Zeitplan für einen Atomausstieg oder bei der Frage der kollektiven Verteidigung.
Bei der Abgeordnetenhauswahl im Dezember 2014 hielt die Partei 41 Sitze, elf bei der Direktwahl und 30 bei der Verhältniswahl, und verteidigte somit ihren Status als drittstärkste Kraft.
Im Streit um die Positionierung der Partei spaltete sich die Partei im Herbst 2015. Tōru Hashimotos Anhänger, die zwar mit der LDP Ōsaka wegen der Verwaltungsreformpläne für die Präfektur in Rivalität stehen, aber sich der nationalen LDP unter Shinzō Abe bezüglich dessen Verfassungspolitik angenähert haben, gründeten die Ōsaka Ishin no Kai als nationale Partei neu (nun mit Kana für Ōsaka als おおさか維新の会 geschrieben und als "Initiatives from Osaka" ins Englische übertragen), eine Reihe von Abgeordneten verließen die Partei und gründeten zum Teil eigene Gruppierungen, und die Rumpf-Ishin-no-Tō um Yorihisa Matsuno mit 26 verbliebenen Abgeordneten näherte sich der Minshutō (Demokratische Partei, engl. Demokratische Partei Japans) an, mit der sie zur Bündelung der Opposition Ende 2015 eine gemeinsame Unterhausfraktion begründete. Außerdem wurden Verhandlungen über einen Parteizusammenschluss aufgenommen, die Ende Februar 2016 abgeschlossen wurden. Im März 2016 gingen beide Parteien in der Minshintō (Demokratische Fortschrittspartei, engl. zunächst Demokratische Innovationspartei, dann Demokratische Partei) auf.
Im Januar 2016 formierte sie im Oberhaus eine Gemeinschaftsfraktion mit der im Zuge der Minna-no-Tō-Auflösung Anfang 2015 entstandenen Nippon o genki ni suru kai (etwa „Versammlung, die Japan in Schwung bringt“, engl. "Assembly to Energize Japan"). Die Fraktionsgemeinschaft wurde am 4. März 2016 wieder aufgelöst.

## Abgeordnete im nationalen Parlament
Stand: November 2015
- Abgeordnetenhaus
  - Yorihisa Matsuno (Verhältniswahl Kyūshū, 6. Amtszeit; vorher NPJ→NFP→…→DPJ→Ishin no Kai)
  - Kenji Eda (Kanagawa 8, 5. Amtszeit; vorher LDP→Minna→Yui)
  - Yoshio Maki (Verhältniswahl Tōkai, 5. Amtszeit; vorher DPJ→…→Seikatsu→Yui)
  - Kenkō Matsuki (Verhältniswahl Hokkaidō, 4. Amtszeit; vorher LDP→LL→LP→DPJ→Daichi)
  - Takashi Ishizeki (Verhältniswahl Nord-Kantō, 4. Amtszeit; vorher LDP→DPJ→Ishin no Kai)
  - Kazumi Ōta (Verhältniswahl Süd-Kantō, 3. Amtszeit; vorher DPJ→…→Seikatsu)
  - Mito Kakizawa (Tokio 15; 3. Amtszeit; vorher DPJ→Minna→Yui)
  - Masato Imai (Verhältniswahl Tōkai, 3. Amtszeit; vorher DPJ→Ishin no Kai)
  - Yūnosuke Sakamoto (Verhältniswahl Nord-Kantō, 2. Amtszeit; vorher Ishin no Kai)
  - Yōichirō Aoyagi (Verhältniswahl Süd-Kantō, 2. Amtszeit; vorher Minna→Yui)
  - Takatane Kiuchi (Verhältniswahl Tokio, 2. Amtszeit; vorher DPJ→…→Seikatsu)
  - Akihiro Hatsushika (Verhältniswahl Tokio, 2. Amtszeit; vorher DPJ→Midori)
  - Yōsei Ide (Nagano 3, 2. Amtszeit; vorher Minna→Yui)
  - Nobuhiko Isaka (Hyōgo 1, 2. Amtszeit; vorher Minna→Yui)
  - Takashi Takai (Verhältniswahl Chūgoku, 2. Amtszeit; vorher DPJ)
  - Masashi Mito (Verhältniswahl Süd-Kantō, 1. Amtszeit (+eine im Senat); vorher DPJ→Ishin no Kai)
  - Sekio Masuta (Verhältniswahl Tōhoku, 1. Amtszeit; vorher Tachiagare Nippon→Taiyō→Ishin no Kai)
  - Gō Shinohara (Verhältniswahl Süd-Kantō, 1. Amtszeit; vorher Minna→Yui)
  - Takayuki Ochiai (Verhältniswahl Tokio, 1. Amtszeit; vorher Minna→Yui)
  - Naohisa Matsuda (Verhältniswahl Tōkai, 1. Amtszeit; vorher DPJ→Ishin no Kai)
  - Hiroyuki Yokoyama (Verhältniswahl Shikoku, 1. Amtszeit; vorher DPJ→Minna)
- Senat
  - bis 2016
    - Jirō Ono (Verhältniswahl, 1. Amtszeit (+eine im Abgeordnetenhaus); vorher LDP→Minna→Yui)
    - Takumi Shibata (Verhältniswahl, 1. Amtszeit; vorher LDP→Minna→Yui)
    - Sukeshiro Terata (Verhältniswahl, 1. Amtszeit; vorher Minna→Yui)
    - Yūichi Mayama (Verhältniswahl, 1. Amtszeit; vorher LDP→Minna→Yui)

  - bis 2019
    - Ryūhei Kawada (Verhältniswahl, 2. Amtszeit; vorher Minna→Yui)